# Protreptique (Jamblique)

Le Protreptique (ou Exhortation à la philosophie) est un ouvrage de philosophie de Jamblique. Il est essentiellement composé d'une compilation de textes de Platon et du jeune Aristote. Il a été écrit au début du IVe siècle apr. J.-C.

## Présentation générale

### Contenu
Le Protreptique tire son nom d'un mot grec signifiant discours persuasif, ou exhortation. L'exhortation est, durant l'Antiquité, un style littéraire qui permet à un auteur d'appeler son lecteur à agir dans un sens. Jamblique enjoint ici à ses lecteurs d'étudier la philosophie et de contempler la vérité.

### Historique de publication
La forme du Protreptique de Jamblique est inspirée de l'ouvrage homonyme d’Aristote. Cette forme attirait par son aspect ascétique et religieux, qui le rapprochait de ce qu'écrivait le maître Platon. Il semblerait que le livre ait été écrit après la publication de Vivre selon Pythagore. Le monde académique soutient aujourd'hui qu'environ un tiers de l'ouvrage est plagié sur Platon. Une partie des autres passages est plagiée d'Aristote, à tel point que le Protreptique de ce dernier, qui avait été perdu avec le temps, a pu être en partie reconstitué en 1869 par l’helléniste britannique Ingram Bywater à partir des passages de Jamblique.

## Résumé
Jamblique soutient que « le but n'est pas seulement d'entrevoir le Bien, mais de le saisir par l'activité ». La philosophie théorétique doit donc être couronnée par une praxis.